# Peter Stümer
Peter Stümer (nacido en Södertälje, Suecia, el 11 de marzo de 1999) es un baloncestista sueco. Con una altura de 1,98 metros, se desempeña en la posición de escolta en las filas del Club Baloncesto Peñas Huesca de la Liga LEB Plata, cedido por el UBU Tizona.  

## Trayectoria
Stümer se formó en la cantera del Södertälje Kings y puede alternar las posiciones de base y de escolta. Desde 2014 a 2016, formó parte de la plantilla de los Talje Knights.
En la temporada 2018-2019, jugaría en la Alvik BK de Estocolmo.
En la temporada 2019-20, formó parte de la Universidad de Maine en Orono, Maine, con el que disputó la NCAA con los Maine Black Bears.
En 2020, regresa a Europa para jugar en el filial del Besiktas.
La temporada 2020-21, firma por el Basket Navarra Club de la Liga LEB Plata, con el que disputa 25 minutos por partido donde promedió diez puntos y un porcentaje de acierto exterior del 40% con 65 dianas.
El 21 de julio de 2021, firma por el UBU Tizona de la Liga LEB Plata, con el que promedia 6,5 puntos por partido en la Liga Regular y más de un 28% en acierto en tiro de triple.
El 15 de junio de 2022, renueva una temporada por el UBU Tizona de la Liga LEB Plata.
El 6 de julio de 2023, tras lograr el ascenso a la Liga LEB Oro, firma por el Club Baloncesto Peñas Huesca de la Liga LEB Plata, cedido por el UBU Tizona.

## Internacional
Peter disputó varios campeonatos de Europa con la Selección de baloncesto de Suecia en las categorías inferiores. 